# Papillocithara hebes
Papillocithara hebes é uma espécie de gastrópode do gênero Papillocithara, pertencente a família Mangeliidae.